# Стадион Саусалито
Стадион Саусалито (шп. Estadio Sausalito) је вишенаменски стадион који се налази у граду Виња дел Мар у Чилеу. Највише се користи за фудбал и домаћи је терен фудбалског клуба Евертон. Стадион прима 22.360 људи, изграђен је 1929. године и потпуно реновиран 2015. године. Стадион је био домаћин Светског првенства 1962., два пута Копа Америке (1991. и (2015) и Светског првенства у фудбалу за играче до 17 година.
Име стадиона потиче од братског града Саусалито, Калифорнија, који је 1960-их преименовао свој главни трг у Виња дел Мар.

## Историјат стадиона
Стадион је изграђен за време владе Карлоса Ибањеза дел Кампа 1929. године. У Валдивијском земљотресу 1960. године стадион је практично уништен, али је брза обнова коју је финансирала општина, учинила да је терен изабран као једно од места одржавања Светског првенства 1962. у којем су се одржавале све утакмице групе Ц, као и по једна утакмица током четвртфинала и полуфинала.
Саусалито се вратио међународном фудбалу 1991. године, након што је изабран као једно од четири места за одржавање турира Копа Америка те године, поред стадиона Естер Роа, Насионал и Фигероа Брандер.
У јануару 2004. године, нова електронска табла са резултатима постављена је на стадиону као део услова за домаћинство предолимпијског турнира те године.
Председник Чилеа Себастиан Пињера  је 19. јула 2012. године,  најавио је преуређење стадиона за домаћинство Копа Америка 2015. и Светског првенства у фудбалу до 17 година исте године. Преуређење стадиона је почело за време Пињерове владе а завршило се неколико дана пре почетка Копа Америка током владе новог председника Мичеље Бачелета.

## Међународне утакмице
Као једно од места одржавања Светског првенства 1962., стадион Саусалито је био домаћин за осам утакмица, укључујући полуфинале између Чехословачке и Југославије. Такође је било једно од четири места за одржавање утакмица током Копа Америке 1991., и једно од осам места за одржавање утакмица током Копа Америке 2015.

### Светско првенство 1962.
| Датум         | Врема (UTC–4) | Реп #1       | Рез. | Реп #2       | Коло         | Гледалаца |
| ------------- | ------------- | ------------ | ---- | ------------ | ------------ | --------- |
| 30. мај 1962. | 15:00         | Бразил       | 2–0  | Мексико      | Група 3      | 10.484    |
| 31. мај 1962. | 15:00         | Чехословачка | 1–0  | Шпанија      | Група 3      | 12.700    |
| 2. јун 1962.  | 15:00         | Бразил       | 0–0  | Чехословачка | Група 3      | 14.903    |
| 3. јун 1962.  | 15:00         | Шпанија      | 1–0  | Мексико      | Група 3      | 11.875    |
| 6. јун 1962.  | 15:00         | Бразил       | 2–1  | Шпанија      | Група 3      | 18.715    |
| 7. јун 1962.  | 15:00         | Мексико      | 3–1  | Чехословачка | Група 3      | 10.648    |
| 10. јун 1962. | 14:30         | Бразил       | 3–1  | Енглеска     | Четвртфинале | 17.736    |
| 13. јун 1962. | 14:30         | Чехословачка | 3–1  | Југославија  | Полуфинале   | 5.890     |

### Копа Америка 1991.
| Датум         | Врема (UTC–4) | Реп #1    | Рез. | Реп #2    | Коло    | Гледалаца |
| ------------- | ------------- | --------- | ---- | --------- | ------- | --------- |
| 9. јул 1991.  |               | Уругвај   | 1–1  | Еквадор   | Група Б | 18.430    |
| 9. јул 1991.  |               | Бразил    | 2–1  | Боливија  | Група Б | 18.430    |
| 11. јул 1991. |               | Колумбија | 0–0  | Боливија  | Група Б | 19.350    |
| 11. јул 1991. |               | Бразил    | 1–1  | Уругвај   | Група Б | 19.350    |
| 13. јул 1991. |               | Еквадор   | 4–0  | Боливија  | Група Б | 17.250    |
| 13. јул 1991. |               | Колумбија | 2–0  | Бразил    | Група Б | 17.250    |
| 15. јул 1991. |               | Уругвај   | 1–0  | Колумбија | Група Б | 19.000    |
| 15. јул 1991. |               | Бразил    | 3–1  | Еквадор   | Група Б | 19.000    |

### Копа Америка 2015.
| Датум         | Врема (UTC–4) | Реп #1    | Рез.              | Реп #2    | Коло         | Гледалаца |
| ------------- | ------------- | --------- | ----------------- | --------- | ------------ | --------- |
| 12. јун 2015. | 20:30         | Мексико   | 0–0               | Боливија  | Група А      | 14.987    |
| 20. јун 2015. | 18:30         | Аргентина | 1–0               | Јамајка   | Група Б      | 21.083    |
| 26. јун 2015. | 20:30         | Аргентина | 0–0 (пенали: 5–4) | Колумбија | Четвртфинале | 21.508    |